# Massaria shearii
Massaria shearii är en svampart som beskrevs av Petr. 1952. Massaria shearii ingår i släktet Massaria och familjen Massariaceae.   Inga underarter finns listade i Catalogue of Life.